# 小长尾连蕊茶
小长尾连蕊茶（学名：Camellia parvicaudata）是山茶科山茶属的植物。分布于中国大陆的广西等地，目前尚未由人工引种栽培。